# Johann Boeriu von Polichna

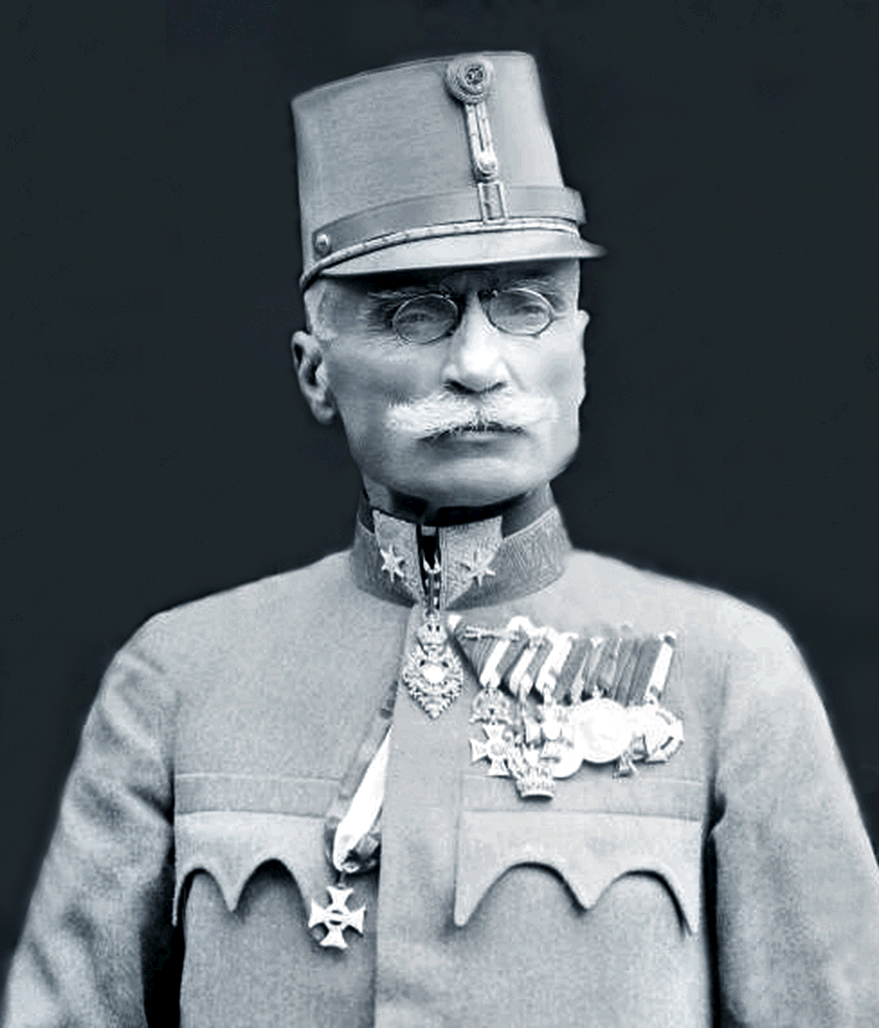
Johann Freiherr Boeriu von Polichna, 1917/1918

Johann Boeriu Freiherr von Polichna (* 10. Oktober 1859 in Waywodretschen, Komitat Fogaras; † 2. April 1949 in Hermannstadt) war ein rumänischstämmiger k. u. k. Offizier (Feldmarschallleutnant), Träger des Militär-Maria-Theresien-Ordens und Vorsitzender des Berufsehrenrates im k. u. k. Kriegsministerium, sodann rumänischer Divisionsgeneral.

## Leben

### Vorgeschichte
Vaida-Recea war der Hauptsitz der 9. Kompanie und des 2. Bataillons aus dem Regiment der Grenzsoldaten, die ihre Kommandantur in Orlat (Kreis Sibiu) hatten. Das Regiment war zuständig für 82 Dörfer, die sich im südlichen Teil Siebenbürgens zwischen Hațeg und Tohanu Vechi befinden. So verwundert es nicht, dass Ioan der Sohn des ehemaligen rumänischen Grenzsoldaten Ioan Boeriu und seiner Frau Ana Pop, Tante des späteren Generals der Infanterie Leonidas von Popp war. Der zukünftige General absolvierte seine Grundschulzeit an der Schule der Grenzsoldaten in seinem Ort. Nach seinem Abschluss mit hervorragenden Ergebnissen wurde er am römisch-katholischen Gymnasium in Hermannstadt eingeschrieben, wo er auch seine Kenntnisse der deutschen Sprache stark verbesserte, was ihm für die zukünftige militärische Karriere sehr nützlich sein sollte.
Nach dem Abitur drängten ihn seinen Eltern, Theologie zu studieren, um später in sein Heimatdorf als Priester zurückzukehren. Sein Mentor der k. u. k. Oberst und Theresienritter David Urs de Margina, überredete ihn dazu, eine militärische Laufbahn einzuschlagen. So ließ er sich schließlich 1879 an der Infanteriekadettenschule in Hermannstadt registrieren.

### Der Offizier

#### Für Österreich-Ungarn

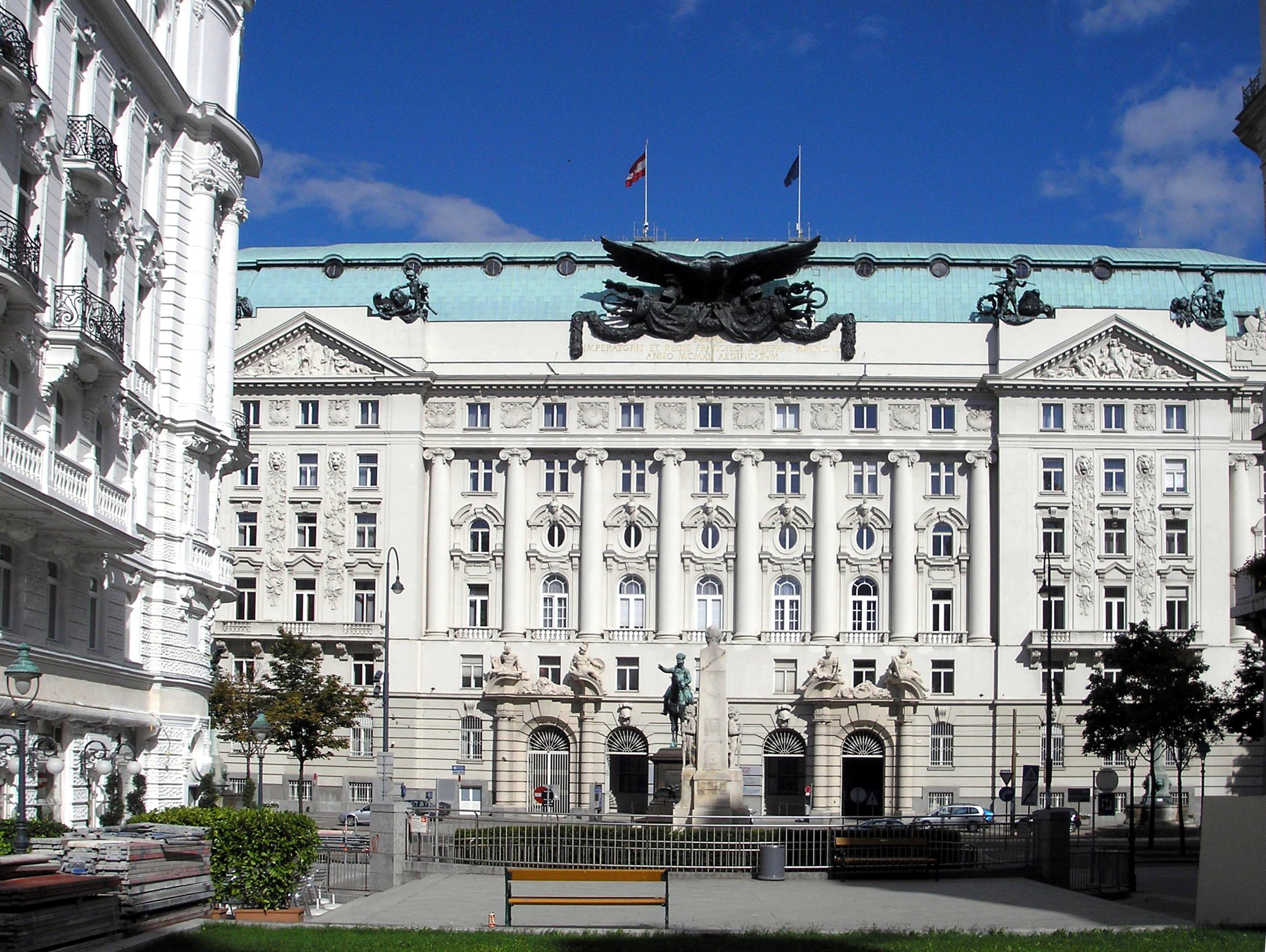
Ehemaliges Kriegsministerium in Wien

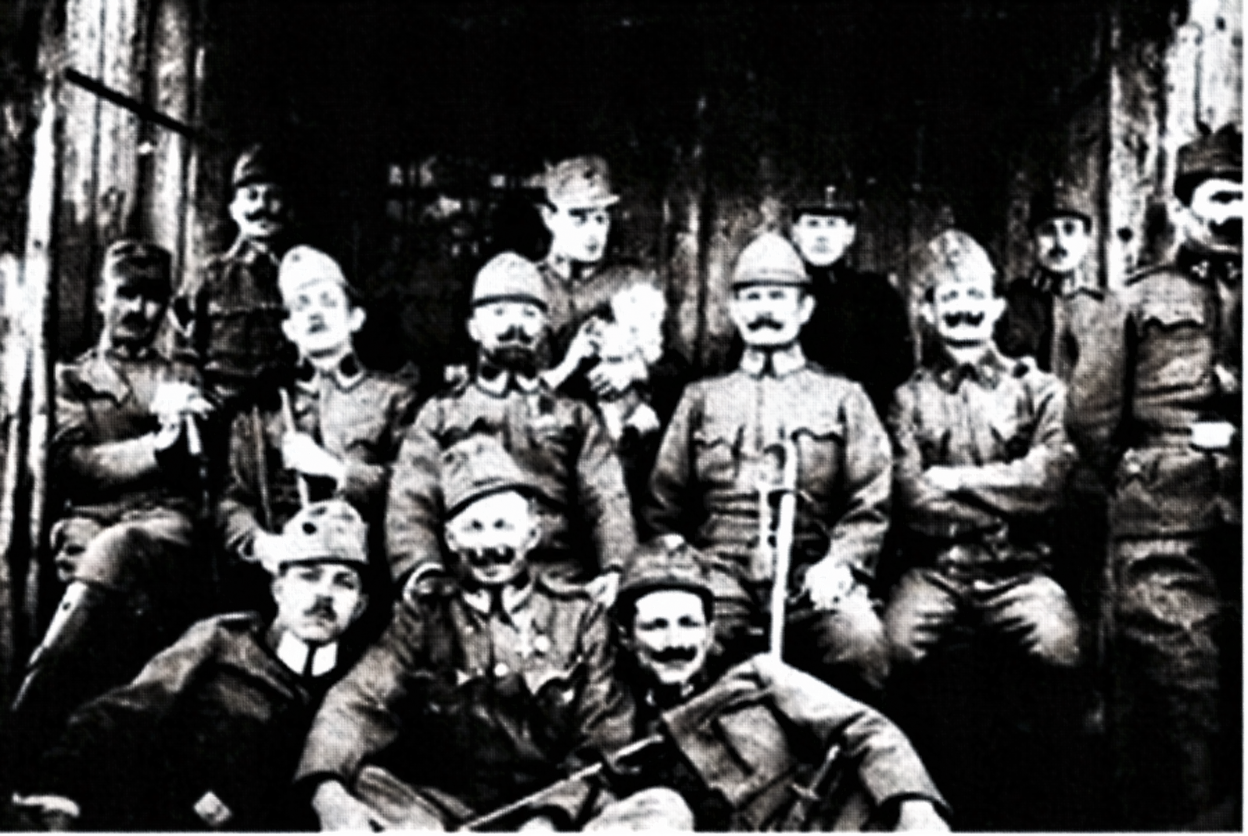
Soldaten des Ioan de Boeriu 1918/19

Nach Abschluss der Kadettenschule wurde Boeriu dem Infanterieregiment Nr. 68 beim 4. Armeekorps in Budapest zugewiesen, wo er 1900 Hauptmann war. Im Jahr 1905 wurde er in den Rang eines Majors befördert und erhielt das Kommando über ein Bataillon des Infanterieregiments Nr. 76 mit Sitz in Gran (Esztergom). Nachdem er am 1. Mai 1909 zum Oberstleutnant avanciert war, beförderte man ihn am 1. Mai 1914 zum Oberst und Kommandanten des oben erwähnten ungarisches Infanterieregiments „Freiherr von Salis-Soglio“ Nr. 76.
Bei Ausbruch des Ersten Weltkriegs wurde sein Regiment an die russische Front geschickt. Am Morgen des 23. August 1914 standen sich bei Polichna unweit Kraśnik, auf einer Frontlänge von 30 km, starke russische Verbände und nur 18 Bataillone mit 10 Batterien Österreich-Ungarns bereit. Der Oberst führte an der Spitze seiner 76-er einen erbitterten Kampf gegen die Übermacht der zaristischen Soldaten. Ihm gelang in einem verlustreichen, dreizehnstündigen Kampf, oft Mann gegen Mann, die Feinde so lange zu beschäftigen, bis endlich die Infanterieregimenter Nr. 12, 119 und 71 sowie das Feldkanonenregiment Nr. 14 eintrafen. So konnten die Gegner vernichtend geschlagen werden. Es wurden drei Fahnen, 18 Geschütze und zahlreiche Maschinengewehre erbeutet sowie 6 000 Gefangene gemacht. Durch die Behauptung des Ortes schuf er eine Voraussetzung für den österreichischen Sieg in der Schlacht von Kraśnik.
Am 24. November 1914 gelang Boeriu nach mehrtägigen schweren Kämpfen die Einnahme der russischen Stellungen bei Jangrot, die aber wegen der Überzahl des Gegners nicht gehalten werden konnten. Der Oberst hatte um den Abzug seines geschwächten Regiments gebeten, was am 27. des Monats genehmigt wurde. Einen Tag zuvor wurde Boeriu, der in einer Kampfhandlung sehr schwer verwundet worden war, ins Hinterland gebracht.
Für sein vorbildliches und tapferes Verhalten wurde der Offizier am 11. September 1915 dafür mit dem Ritterkreuz des Militär-Maria-Theresien-Ordens sowie dem Ritterkreuz des Österreichisch-kaiserlichen Leopold-Ordens mit Kriegsdekoration ausgezeichnet und am gleichen Tag (Rang vom 1. September des Jahres) zum Generalmajor befördert.
Wegen der Folgen seiner schweren Verwundung kriegsinvalid, betätigte sich der General als kriegswissenschaftlicher Sachverständiger, zuletzt Vorsitzender des Berufsehrenrates im k. u. k. Kriegsministerium. 1917 wurde er mit dem Orden der Eisernen Krone 1. Klasse dekoriert und in den Freiherrenstand mit dem Prädikat „von Polchina“, was an seine Heldentat erinnern sollte, erhoben. Es folgte noch eine Rangerhöhung mit Titel und Charakter zum Feldmarschalleutnant am 11. November 1918. Sie dürften mit den unten geschilderten Vorkommnissen in Zusammenhang stehen.

#### Für das Königreich Rumänien

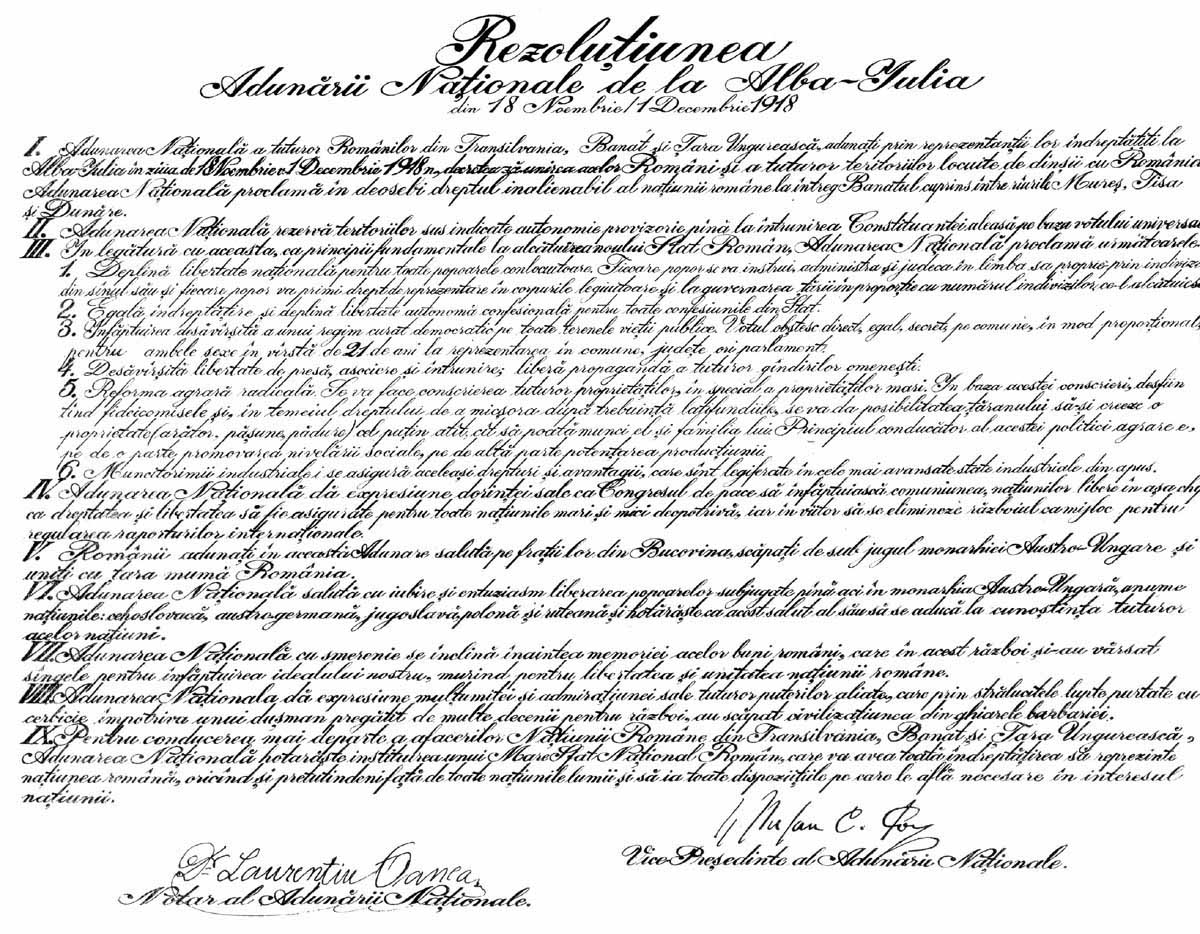
Alba Iulia Resolution vom 1. Dezember 1918

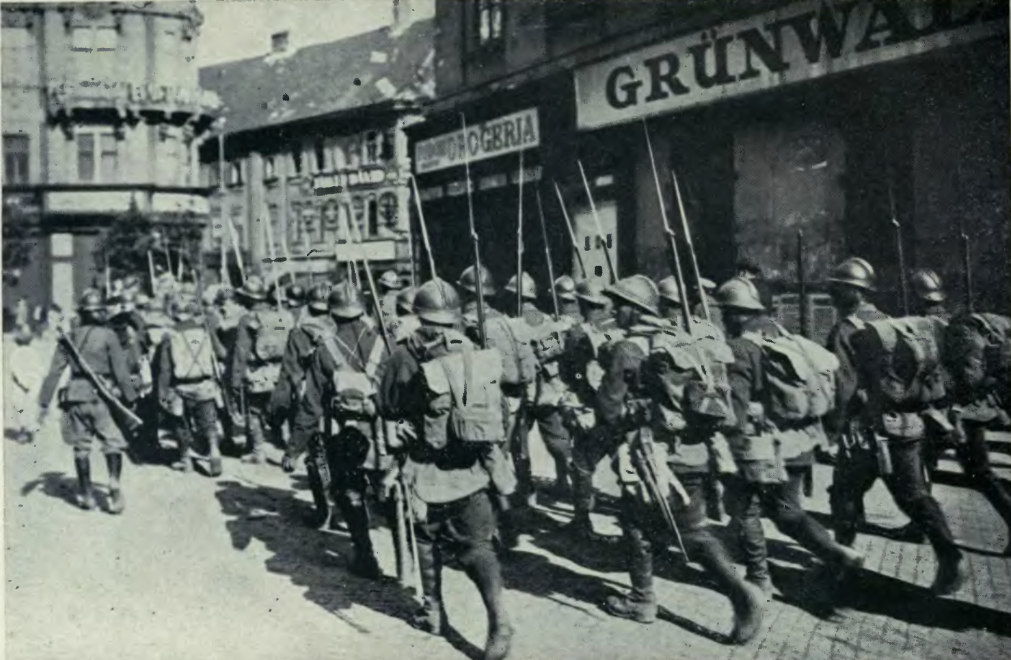
Rumänische Infanterie in Budapest 1919

Er beteiligte sich in Alba Iulia an der Großen Nationalversammlung vom 1. Dezember 1918, die die Vereinigung der rumänischen Länder sanktioniert hatte. Zusammen mit Iuliu Maniu engagierte er sich im Herbst 1918 beim Versuch, die Ordnung in Wien wiederherzustellen. Die österreichische Hauptstadt war am Rande einer bolschewistischen Revolution, die Armee in Auflösung begriffen. Boeriu kontaktierte das k. u. k. Kriegsministerium und verlangte, dass ihm die Soldaten zweier überwiegend von Rumänen belegten Kasernen untergeordnet werden sollten. Auch forderte er in einem Aufruf, dass sich alle rumänienstämmige Soldaten und Offiziere zwecks Integration in ein rumänisch-transsylvanisches Heer bis zum 1. Januar 1919 melden sollten. Diesem Aufruf folgten 50 000 Mann. Er bildete eine wahre nationale rumänische Armee, ihm standen über 60 000 Soldaten in Wien und Umgebung zur Verfügung, in ganz Österreich belief sich die Zahl auf 160 000. Die Soldaten wurden unter dem Dach eines sogenannten „Rumänischen Militärsenates“ organisiert und von Baron Ioan Boeriu geleitet. Nachdem die Ordnung in Wien und Prag wiederhergestellt worden war, wobei die rumänischen Soldaten mit ihrer Disziplin und Tapferkeit beeindruckt hatten, begaben sich die Truppen wegen der drohenden ungarischen militärischen Invasion nach Siebenbürgen. Auf Order von Iuliu Maniu, dem Führer der rumänischen Siebenbürger, kämpfte der gewesene k. u. k. Feldmarschalleutnant als Befehlshaber aller dem rumänischen Rat für Siebenbürgen untergeordneten Streitkräfte gegen die Truppen der Ungarischen Räterepublik und ihren Anführer Béla Kun, was mit der Besetzung Budapests endete.
Boeriu war sodann im Königreich Rumänien Korpsgeneral und bekleidete den Rang eines Divisionsgenerals und Kommandanten der 7. Infanteriedivision in Sibiu. Er half beim Aufbau und der Strukturierung des rumänischen Heeres. Schließlich ging er am 21. Februar 1921 in Pension. Danach war er für eine Wahlperiode Mitglied des Senats. Auch war er langjähriges Mitglied im Zentralkomitee der literarischen Vereinigung ASTRA (Asociațiunea transilvană pentru literatura română și cultura poporului român, deutsch: Siebenbürger Vereinigung für rumänische Literatur und die Kultur des rumänischen Volkes). Baron Ioan Boeriu wurde im Jahr 1921 mit dem Großkreuz des Ordens der Krone von Rumänien von König Ferdinand I. von Rumänien geehrt. Er lebte danach zurückgezogen in Sibiu, wo er hochbetagt, ehe- und kinderlos, starb. Beerdigt wurde er in seinem Heimatort.
In der Kommune Recea wurde ein Museum in der Erinnerung an den General Ioan Boeriu gegründet.

## Auszeichnungen
Hier wird eine Auswahl der erworbenen Ehrenzeichen aufgezeigt.
- Ritterkreuz des Militär-Maria-Theresien-Ordens, 11. September 1915 (Eintrag: 184. Promotion am 17. August 1918)
- Orden der Eisernen Krone 1. Klasse, 1917
- Orden der Eisernen Krone 3. Klasse mit der Kriegsdekoration, vor 1916
- Ritterkreuz des Österreichisch-kaiserlichen Leopold-Ordens mit der Kriegsdekoration 11. September 1915
- k. k. Militärverdienstkreuz 2. Klasse vor 1916
- Militär-Verdienstmedaille „Signum Laudis“, vor 1916
- Großkreuz des Ordens der Krone von Rumänien, 1921